# Síndrome miastênica de Lambert-Eaton
A síndrome miasténica de Lambert-Eaton (português europeu) ou síndrome miastênica de Lambert-Eaton (português brasileiro) é uma doença auto-imune caracterizada por: 
- Fraqueza e fadiga dos músculos proximais, particularmente da cintura pélvica, extremidades inferiores, tronco e cintura escapular. Há, no entanto, e ao contrário da Miastenia Gravis, uma preservação relativa dos músculos extra-ocular e bulbar.
- Sintomas disautonômicos: xerostomia e impotência sexual.
O carcinoma de células pequenas do pulmão (em 50% dos casos aproximadamente) é uma condição frequentemente associada, embora outras doenças malignas e autoimunes possam estar associadas.
Fisiopatologia:
Esta doença está associada à existência de Anticorpos Anti-canal de cálcio. Deste modo, haverá impedimento da libertação de ACh na fenda sináptica quando da transmissão do potencial neuromuscular. 
A fraqueza muscular resulta do comprometimento da transmissão do impulso nervoso na junção neuromuscular. A disfunção pré-sináptica do canal de cálcio leva a uma quantidade reduzida de acetilcolina sendo liberada em resposta à estimulação do nervo.